# Arc-doubleau

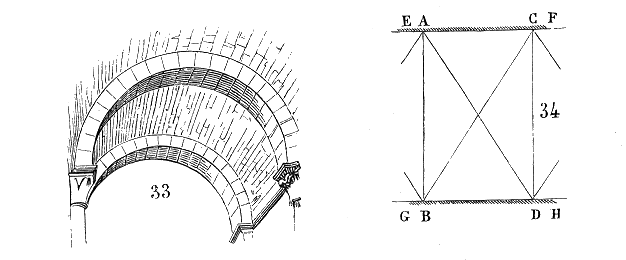
Les arcs-doubleaux sont AB et CD, les arcs-ogives AD et CB, les arcs-formerets AC et BD, tandis que les murs sont EF et GH.

Un arc-doubleau ou arcdoubleau est un arc perpendiculaire à l’axe de la voûte et appuyé contre la face intérieure des murs (il double la voûte). Ce terme est surtout utilisé dans le contexte de l'architecture romane.

## Description et fonction
L'arc-doubleau forme une saillie ou plate-bande en pierres apparentes sur la courbure intérieure d'une voûte, qu'il semble renforcer. Cependant il joue principalement un rôle de décoration. Les arcs reliant les murs aux piliers encadrant la nef sont des arcs-doubleaux. Ils délimitent les travées.
Chaque arc-doubleau est porté par les deux piles fortes de chaque côté de la travée (une travée est perpendiculaire à la nef).
Le palais de Ramire Ier d'Oviedo, à Naranco est structuré par des arc-doubleaux, caractère fondamental de l'architecture romane.

## Autres termes apparentés
L'arc-doubleau d'une voûte gothique se nomme aussi nervure. Il ne doit pas être confondu avec l'arc formeret qui est dans le sens de la voûte.

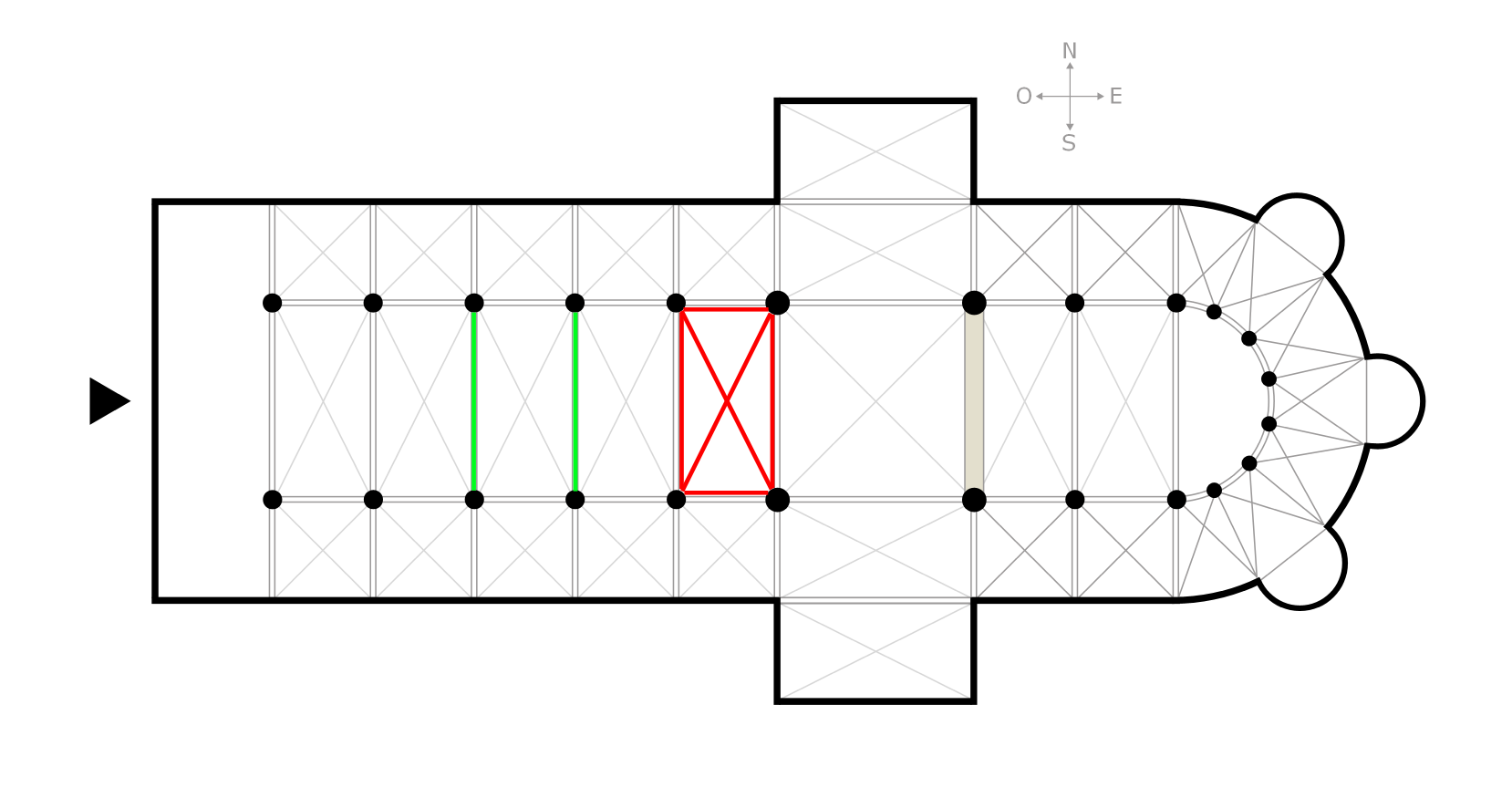
Plan au sol d'une église illustrant les emplacements d'une travée (rouge) et des arcs-doubleaux (vert).
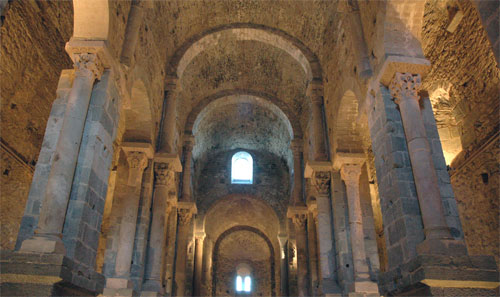
Arcs-doubleaux (vers 1022) sous la voûte en berceau de la nef centrale de l'église du monastère de Sant Pere de Rodes, Espagne.
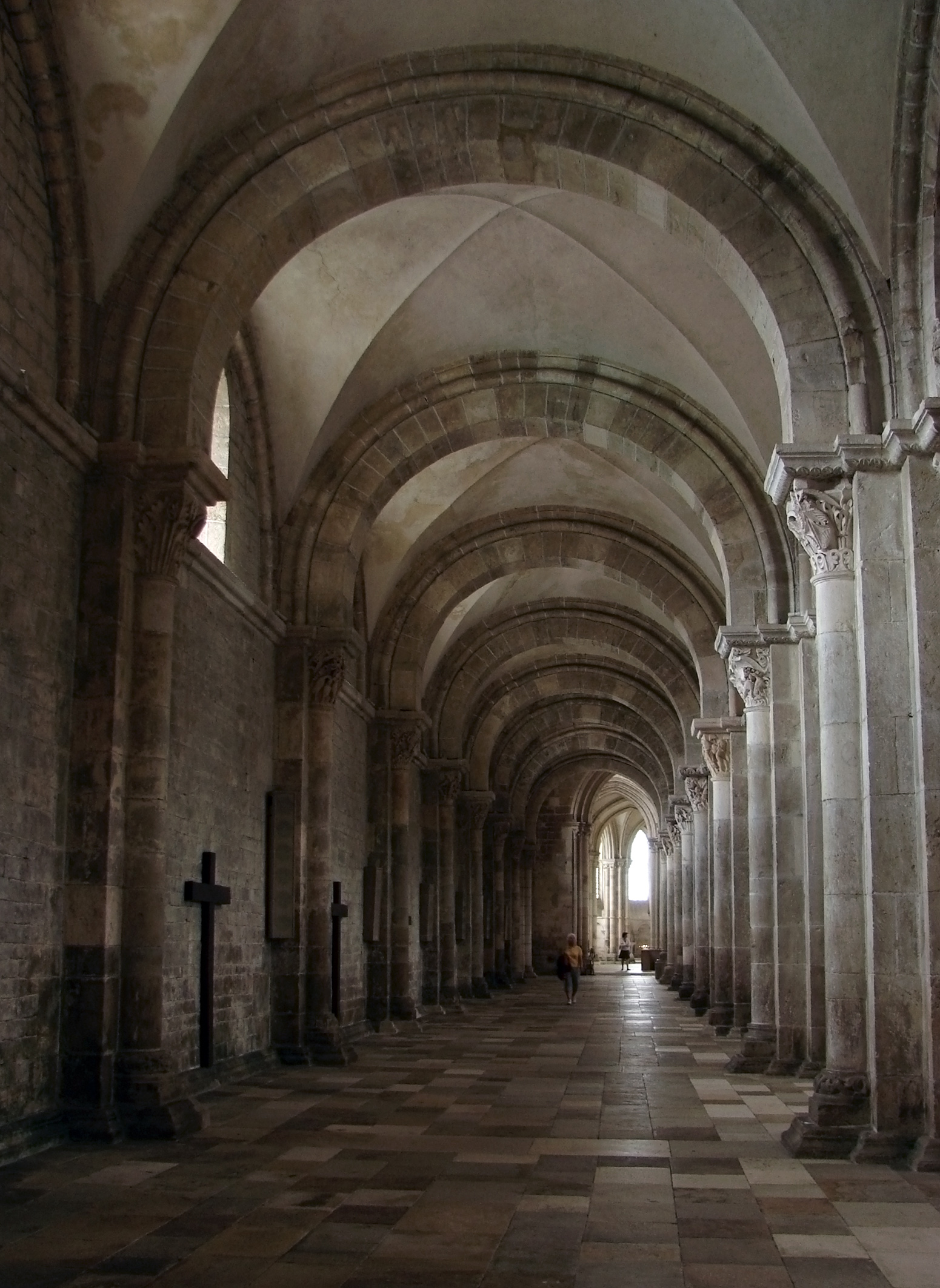
Arcs-doubleaux (XIIe siècle) séparant les travées surmontées de voûtes d'arêtes d'une nef latérale de la basilique Sainte-Marie-Madeleine de Vézelay.
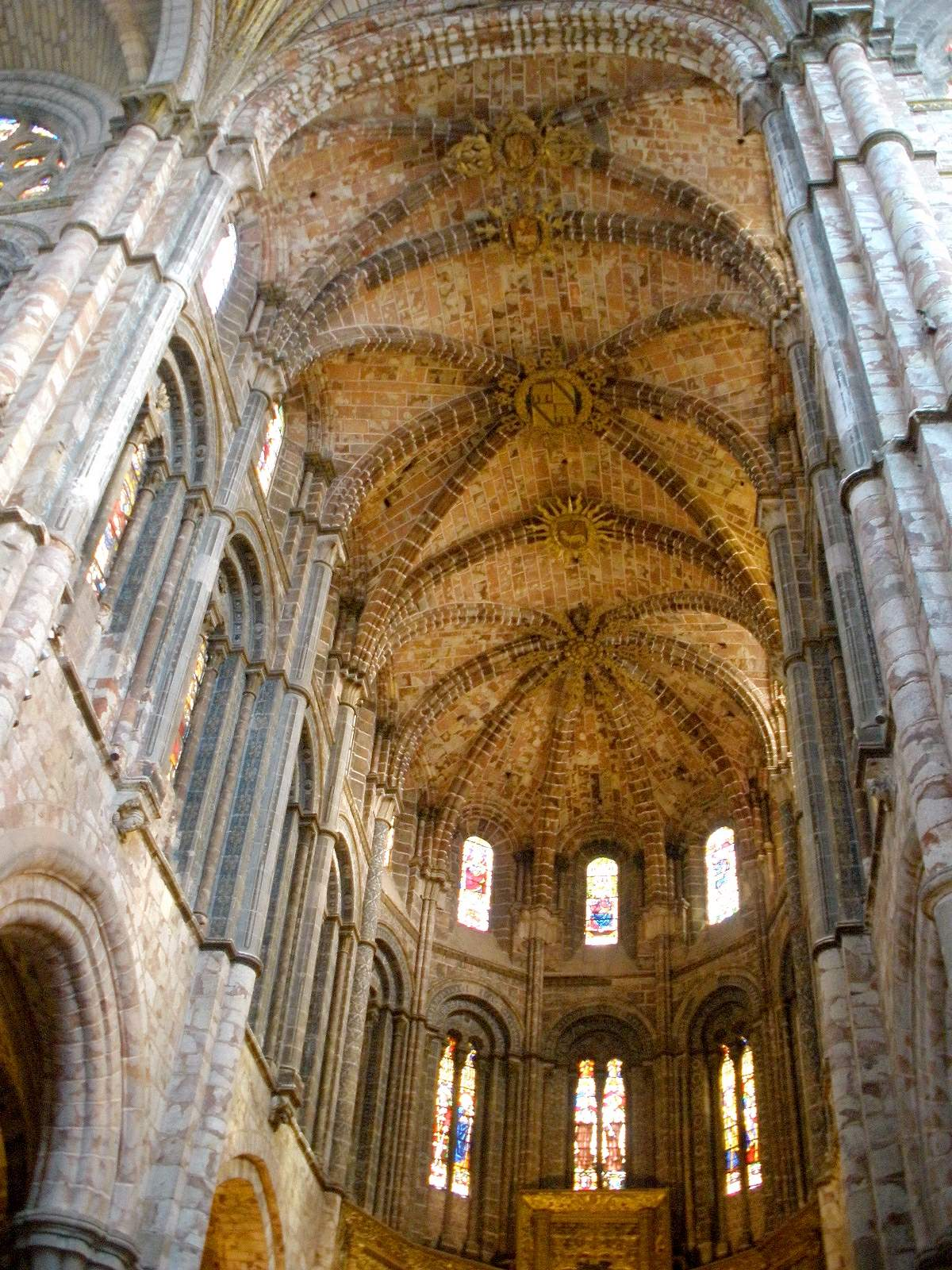
Arcs-doubleaux (XIIe-XIIIe siècles) délimitant et traversant les voûtes sur croisées d'ogives de la cathédrale d'Ávila.